# Volksbund Deutsche Kriegsgräberfürsorge
Volksbund Deutsche Kriegsgräberfürsorge e.V. (Folkeforbundet for Tysk Soldatergravsforsorg) blev grundlagt den 16. december 1919 og er en humanitær organisation, som for den tyske regering arbejder med at vedligeholde og pleje tyske krigsgrave. Den har ansvaret for ca. 2,3 millioner krigsdøde på 827 kirkegårde i 45 lande. 
Efter kommunismens sammenbrud er organisationen også aktiv i den tidligere østblok. Volksbund havde i 2009 ca. 142 000 medlemmer, og finansieres hovedsagelig gennem gaver, medlemskontingenter og indsamlinger. Hovedkontoret er i Kassel. Organiationens præsident er siden 2016 tidligere forsvarschef Wolfgang Schneiderhan, der efterfulgte Markus Meckel..

## Formål og opgaver
Af Volkbunds målsætninger kan bl.a. nævnes at den arbejder for at ofrene for krig og vold ikke bliver glemt, bevare freden mellem nationerne og at respektere menneskenes værdighed.
- At og pleje tyske krigsgrave i og uden for Tyskland
- Registrere de tyske krigsdøde og deres grave uden for Tyskland
- Søge efter krigsgrave, informere og vejlede familie
- Foreningen yder hjælp ved søgning af gravene og at opklare den krigsdødes skæbne
- Bjergning af den krigsdøde og gravsætte dem på en soldaterkirkegård
- Krigsgraverejser for familie
- Internationalt samarbejde i alle anlægninger indenfor krigsgraveforsorgen
- Forståelse og forsoning med den tidligere fjende
- Fredspædagogisk arbejde i skolerne
- Organisere internationale arbejdslejre for unge
- Rådgive i alle spørgsmål indenfor den tyske krigsgraveforsorg
- Dokumentation af krigsgravsteder og krigsdøde i Tyskland, 2009: omkring 892.000

## Mindeord for de døde
Følgende mindeord for de døde bliver hvert år benyttet ved de officielle mindehøjtidligheder i Tyskland:
Vi tænker i dag på ofrene for vold og krig, på børn, kvinder og mænd fra alle nationer.
Vi tænker på alle de soldater, der døde i de to verdenskrige, menneskene, som under krigshandlingerne og derefter i fangeskab, som fordrevne og flygtninge mistede deres liv
Vi tænker på dem der blev forfulgt og dræbt på grund af at de tilhørte et andet folk, en anden race eller som mistede deres liv på grund af at de blev betegnet som uværdige til at leve.
Vi tænker på dem, som omkom, fordi de ydede modstand mod et voldsherredømme, og på dem, der på grund deres overbevisning eller tro mistede deres liv
Vi tænker på ofrene for krige og borgerkrige i nutiden, på terrorismens ofre og på politisk forfølgelse.
Vi tænker på dem der også i nutiden bliver ofre på grund af had mod fremmede og svage.
Vi sørger med alle de mødre, som bærer sorg over de døde. Men vore liv står i tegnet på håb og forsoning mellem mennesker, og vores ansvar for fred mellem mennesker hjemme og på hele Jorden.